# Daryn Colledge
(en) Statistiques sur pro-football-reference
Daryn Wade Colledge (né le 11 février 1982 à Fairbanks) est un joueur américain de football américain. Il joue actuellement avec les Dolphins de Miami. 

## Enfance
Daryn étudie au North Pole High School et commence à se faire remarquer en figurant parmi les meilleurs joueurs défensifs de tout le pays.

## Carrière

### Université
Il entre à l'université d'État de Boise et joue avec l'équipe de l'école. Ses performances en NCAA, le convainc à s'inscrire au draft de la NFL de 2006.

### Professionnel
Daryn Colledge est sélectionné au second tour du draft de 2006 de la NFL au 47e choix par les Packers de Green Bay. À partir de son arrivée, il devient un élément important de l'attaque des Packers, étant titularisé à chaque match de la saison à partir de 2008, place qu'il ne quitte plus. La saison 2010 se termine avec la victoire au Super Bowl XLV des Packers, constituant le premier trophée majeur de la carrière de Colledge.
Après cinq saisons comme guard titulaire, Colledge est poussé vers la sortie par Green Bay. Le 29 juillet 2011, le joueur annonce qu'il signe avec les Cardinals de l'Arizona pour une durée de cinq ans. Malgré ce changement d'équipe, il reste titulaire dans la ligne offensive.